# 5 Pułk Inżynieryjny

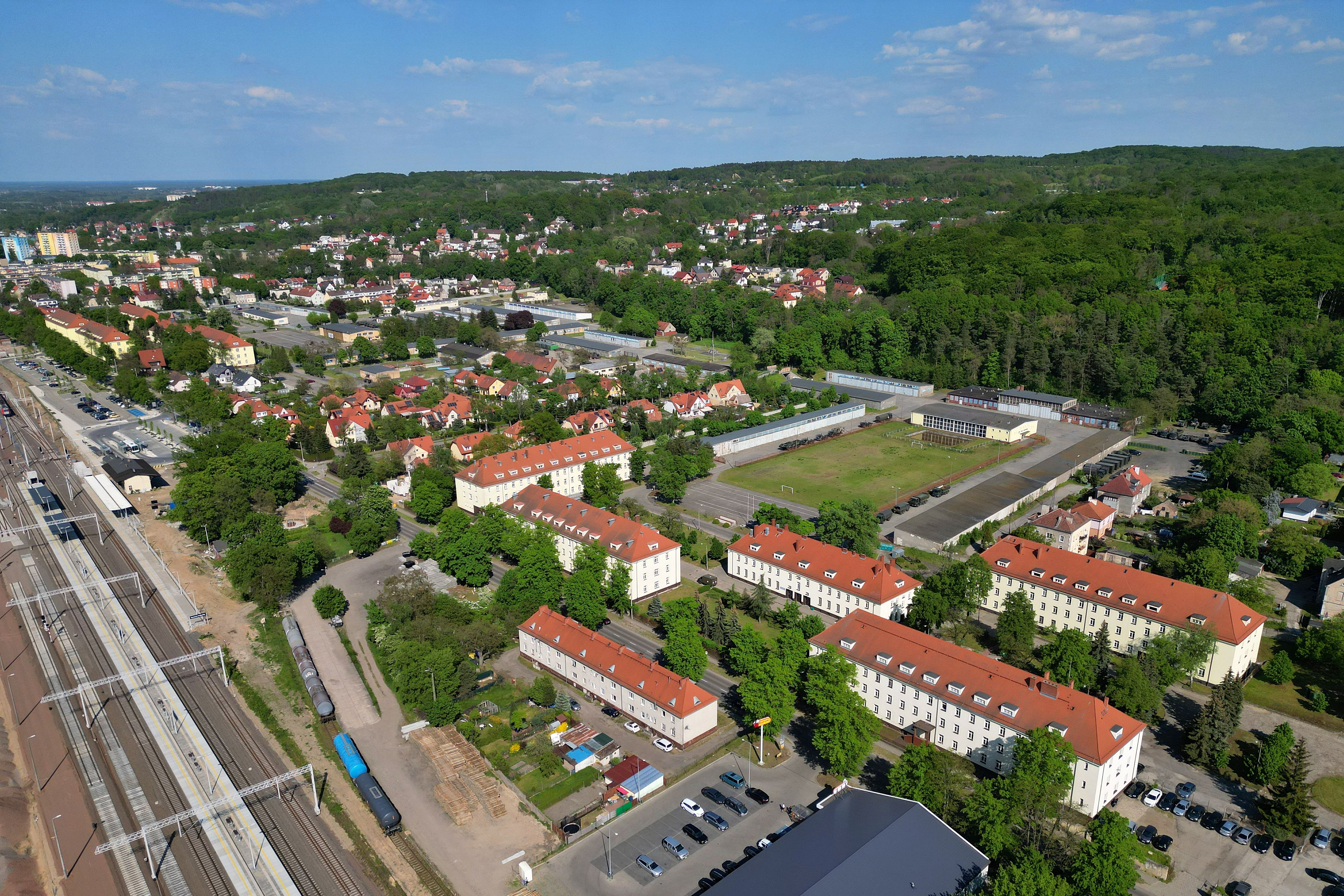
Koszary 5 Pułku Inżynieryjnego przy ul. Metalowej w Szczecinie Podjuchach

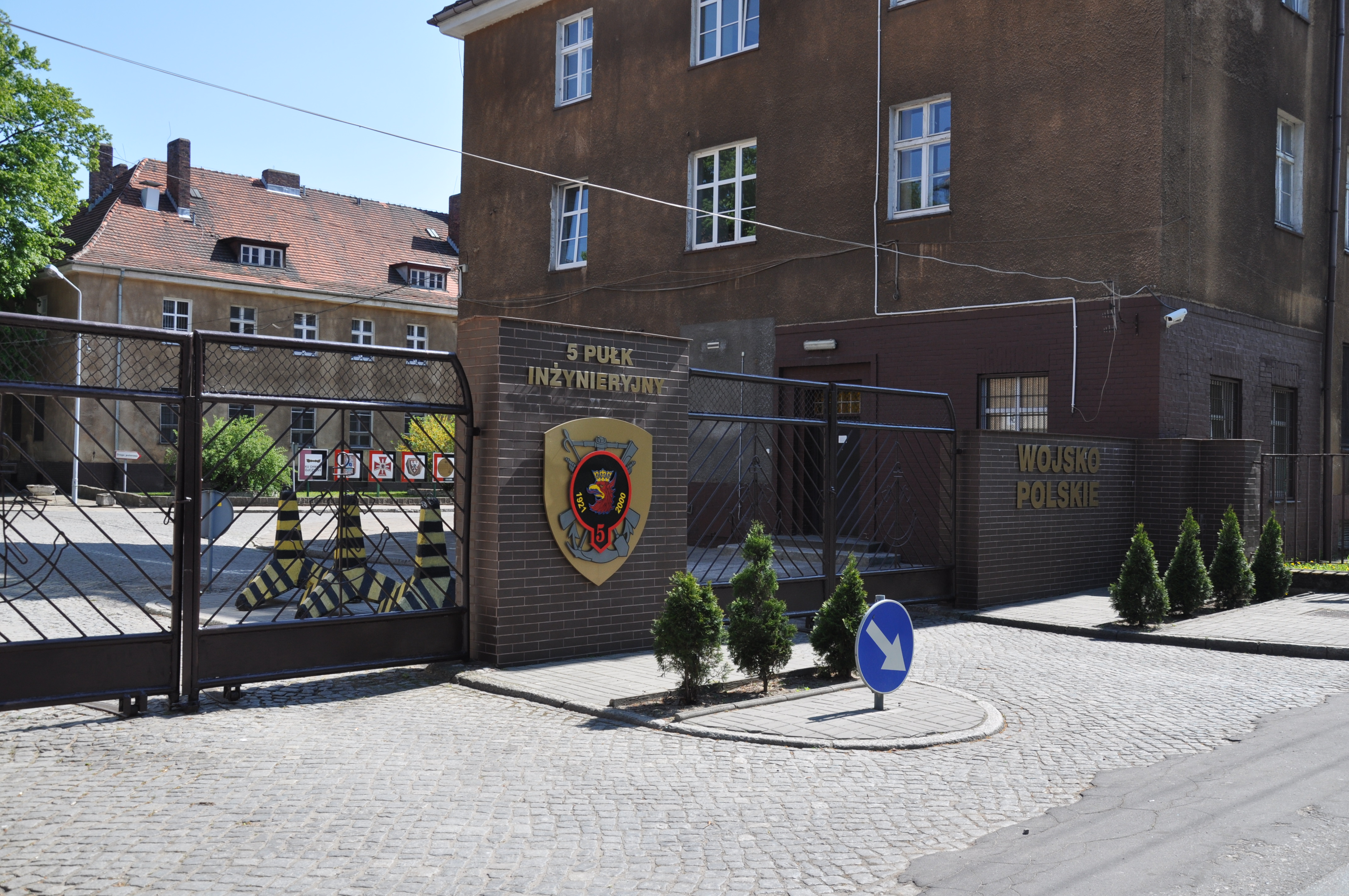
Koszary pułku

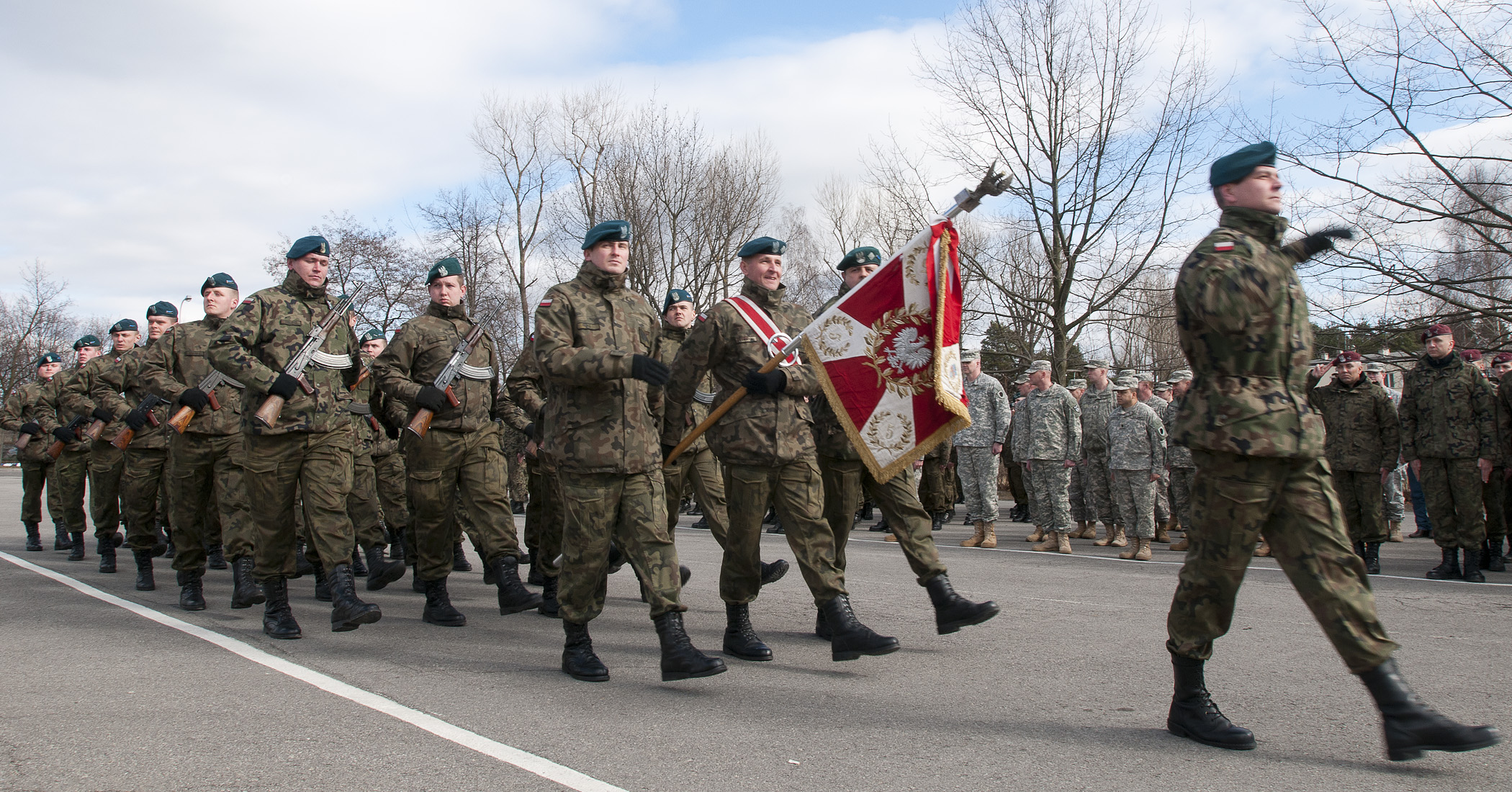
Defilada żołnierzy 5 Pułku Inżynieryjnego w 2012 roku

5 Pułk Inżynieryjny im. gen. Ignacego Prądzyńskiego – jednostka Wojska Polskiego wchodząca w skład Wojsk Lądowych. Miejscem stałej dyslokacji pułku jest Szczecin (Podjuchy).

## Formowanie i zmiany organizacyjne
Pod koniec 1944 r. sformowano 5 Brygadę Saperów, która brała udział w rozminowywaniu kraju po działaniach wojennych. W 1946 roku brygadę przeformowano w pułk i przebazowano do Szczecina. W 1961 r. jednostkę ponownie przeformowano w brygadę. 1 stycznia 2001 r. na bazie 5 Brygady Saperów przeprowadzono kolejną restrukturyzację tworząc 5 Pułk Inżynieryjny.

## Przeznaczenie
Pułk jest jednostką inżynieryjną. Głównym zadaniem jednostki jest realizacja zadań wsparcia inżynieryjnego Wojsk Lądowych. Pułk jest ściśle powiązany ze strukturami Paktu Północnoatlantyckiego i jest operacyjnie podporządkowany wielonarodowej 29 Brygadzie Inżynieryjnej, której dowództwo stacjonuje w Aldershot w Wielkiej Brytanii. Pułk przewidziany jest do realizacji zadań wsparcia inżynieryjnego związków taktycznych Korpusu Sił Szybkiego Reagowania oraz sił międzynarodowych realizujących misje pokojowe i stabilizacyjne w różnych częściach świata. Jednostka jest również przewidziana do użycia w wypadku powstania sytuacji kryzysowych w kraju np. oczyszczanie terenu z przedmiotów wybuchowych i niebezpiecznych, udział w akcjach przeciwpowodziowych czy likwidacja skutków awarii przemysłowych i klęsk żywiołowych.
Saperzy 5pinż tworzą 1 Patrol rozminowania. Celem patroli jest usuwanie niewybuchów i niewypałów.

## Struktura organizacyjna
Struktura w 2018:
- dowództwo i sztab
- kompania dowodzenia
- 1 batalion inżynieryjny
- 2 batalion inżynieryjny
- batalion logistyczny
- kompania pontonowa
- grupa zabezpieczenia medycznego
- patrol saperski nr 1

## Dowódcy pułku
- płk Stanisław Białek (2001 – 2002)
- płk Mirosław Pstrokoński (2002 – 2006)
- p.o. ppłk. Artur Talik (II 2006 – V 2006)
- p.o. ppłk Jacek Kwiatkowski (V 2006 – VII 2006)
- płk Jerzy Szcześniak (VII 2006 – IX 2011)
- płk Jacek Kwiatkowski (2011 – 02 X 2017)
- cz.p.o. ppłk dypl. Piotr Bednarczyk (2 X 2017 – 12 III 2018)
- płk dypl. Piotr Bednarczyk (12 III 2018 – 27 IX 2019)
- ppłk mgr inż. Jerzy Łuszczykiewicz (27 IX 2019 – 9 XII 2019)
- płk mgr inż. Mariusz Ochalski (9 XII 2019 – 4 III 2022)[5]
- ppłk Adam Trzaszczka (4 III 2022 – 4 IV 2022)[6]
- płk mgr inż. Wojciech Rudnikowicz (od 4 IV 2022)[7]

## Symbole jednostki
Sztandar

W związku z przeformowaniem 5 Brygady Saperów w Szczecinie na 5 Pułk Inżynieryjny i dla zachowania w pamięci chlubnych tradycji orężnych tego związku taktycznego Decyzją Ministra Obrony Narodowej Nr 44/MON z dnia 13 marca 2001 r. polecił 5 Pułkowi Inżynieryjnemu przejąć dziedzictwo i z honorem kontynuować tradycje:
- Przejąć sztandar rozformowanej 5 Brygady Saperów[8]

|  |  |

Odznaka pamiątkowa

Minister Obrony Narodowej  Decyzją   Nr 50/MON  z dnia 13 marca 2001 r. zatwierdził wzór odznaki pamiątkowej i wzór legitymacji wraz                        z  regulaminem stanowiącym podstawę jej nadawania.
Odznaka jest wzorowana na przedwojennej odznace 5. Pułku Saperów. Na okrągłej czarnej tarczy, z wystającą poza jej strzałkę u podstawy w całości obwiedzionej szkarłatnym obramowaniem, wpisany został centralnie herb Szczecina – głowa gryfa w złotej koronie zwrócona w lewo, obramowana wąską niebieską linią. Symetrycznie z lewej i prawej strony tarczy na wysokości podstawy gryfa, umieszczone są dwie daty: „1921” – rok powstania 5. Pułku Saperów i „2000” – rok powstania 5. Pułku Inżynieryjnego, które mają symbolizować etapy i ciągłość dziedzictwa tradycji jednostki. W pole podstawy tarczy w kształcie strzałki wpisano cyfrę „5” utrzymaną również w kolorze szkarłatnym. Na drugim planie – w tle umieszczone zostały elementy związane z tradycją, charakterystyczna dla wojsk saperskich II RP: kotwica, skrzyżowane u dołu – kilof z lewej i wiosło z prawej strony, a na górze – bosak z lewej i wiosło z prawej strony, uzupełnione dwoma karabinkami wystającymi poza obręb tarczy.
Odznaka wykonana jest techniką warstwową  z nierdzewnego metalu barwy srebrzystej lub patynowana, natomiast powierzchnia tarczy wraz                                       z umieszczonymi tam symbolami jest pokryta emalią. Wymiary odznaki: wysokość 4,3 cm, szerokość 3,5 cm.
Oznaka rozpoznawcza

Minister Obrony Narodowej Decyzją  Nr 145/MON z dnia 3 czerwca 2004 r. wprowadził oznakę rozpoznawczą 5. Pułku Inżynieryjnego w Szczecinie oraz zatwierdził jej wzór. 
Symbolem pułku jest sylwetka odyńca symbolizująca siłę i wytrwałość,  a więc cechy, którymi każdy saper winien się charakteryzować. Cechuje go także zdolność przetrwania w trudnych warunkach oraz umiejętność poruszania się w każdym terenie. Sylwetka dzika umieszczona jest na tarczy podzielonej na dwa pionowe pola o barwach czerwonej i czarnej stanowiących historyczne barwy saperskie. W dolnej części tarczy - złota cyfra „ 5 ’’ określa numer pułku oraz jednostek, których tradycje pułk dziedziczy – 5 Pułku Saperów,  5 Batalionu Saperów oraz 5 Brygady Saperów.  
Proporczyk na beret

Minister Obrony Narodowej Decyzją  Nr 145/MON z dnia 3 czerwca 2004 r. wprowadził proporczyk na beret 5. Pułku Inżynieryjnego w Szczecinie z jednoczesnym zatwierdzenie jego wzoru. 
Proporczyk ma kształt prostokąta z wcięciem z prawej strony (na ¼ długości osi poziomej).  
Powierzchnia proporczyka została podzielona na dwa poziome pasy. Górne pole jest koloru czerwonego, natomiast dolne barwy czarnej. 
Centralnie wyhaftowano złote litery IP stanowiące inicjały imienia  i nazwiska patrona pułku (gen. Ignacego Prądzyńskiego).

## Odznaczenia
- 2001.05.29  medal „Za Zasługi dla Miasta Augustowa”
- 2004.10.08  Złota Odznaka Honorowa Gryfa Zachodniopomorskiego
- 2 maja 2014 r., z okazji Dnia Flagi RP, na dziedzińcu Pałacu Prezydenckiego, prezydent Bronisław Komorowski wręczył flagę państwową Rzeczypospolitej Polskiej wyróżniającym się jednostkom i instytucjom wojskowym, wśród nich był 5 Pułk Inżynieryjny

## Dziedzictwo tradycji

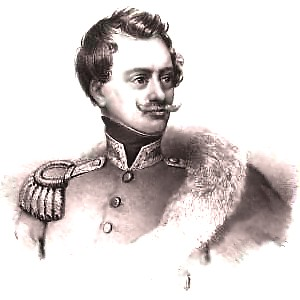
Ignacy Prądzyński – patron pułku

W związku z przeformowaniem 5 Brygady Saperów w Szczecinie, dla zachowania w pamięci chlubnych tradycji orężnych tego związku taktycznego Decyzją Ministra Obrony Narodowej Nr 44/MON z dnia 13 marca 2001 roku polecił 5 pułkowi inżynieryjnemu przejąć dziedzictwo i z honorem kontynuować tradycje:
- 5 pułku saperów 1921–1929
- 5 batalionu saperów 1929–1939
- 5 Brygady Saperów 1944–2000

Ponadto:
- przyjąć imię patrona gen. Ignacego Prądzyńskiego
- przejąć sztandar rozformowanej 5 Brygady Saperów
- doroczne święto obchodzić w dniu 8 maja[8]

Pułk swoje tradycje wywodzi od jednostki, która sformowana została w 1921 r. w Krakowie jako 5 Pułk Saperów. W listopadzie 1929 roku jednostkę przeformowano w batalion. W czasie kampanii wrześniowej 5 batalion saperów nie brał bezpośrednio udziału, ale bataliony zmobilizowane przez 5 batalion saperów w Krakowie brały czynny udział i tak np. w składzie Armii Kraków 65 batalion saperów w 1939 r. budował przeprawy przez Wisłę i Dunajec.